# 沙賈布爾縣
沙賈布爾縣（Shajapur district）是印度中央邦的一個縣，位於該國中部，面積6,196平方公里，識字率為70.17%，人口在2001至2011年期間增長17.17%，2011年人口1,512,353，人口密度每平方公里244人。

## 外部連結
- Shajapur District web site （页面存档备份，存于）

23°30′N 76°15′E / 23.500°N 76.250°E